# Vlag van Lovendegem
De vlag van Lovendegem werd door de gemeenteraad op 25 augustus 1987 officieel vastgesteld als de gemeentelijke vlag van de Oost-Vlaamse gemeente Lovendegem. Op 1 maart 1988 werd hij door het Bestuur van Vlaanderen bevestigd en uiteindelijk gepubliceerd op 16 september 1988 in het officiële Belgisch Staatsblad.
Officieel wordt de vlag beschreven als:
Gevierendeeld 1. en 4. blauw met een gele gaande brak, rood gehalsband 2. en 3. zwart met een witte keper beladen met drie rode schelpen; hartschild: geel met een zwarte dubbele adelaar.
De vlag is volledig gebaseerd op het gemeentewapen en ziet er dus helemaal hetzelfde uit.
Op 1 januari 2019 is Lovendegem samen met Waarschoot en Zomergem opgegaan in de gemeente Lievegem. De vlag is daardoor als gemeentevlag komen te vervallen.

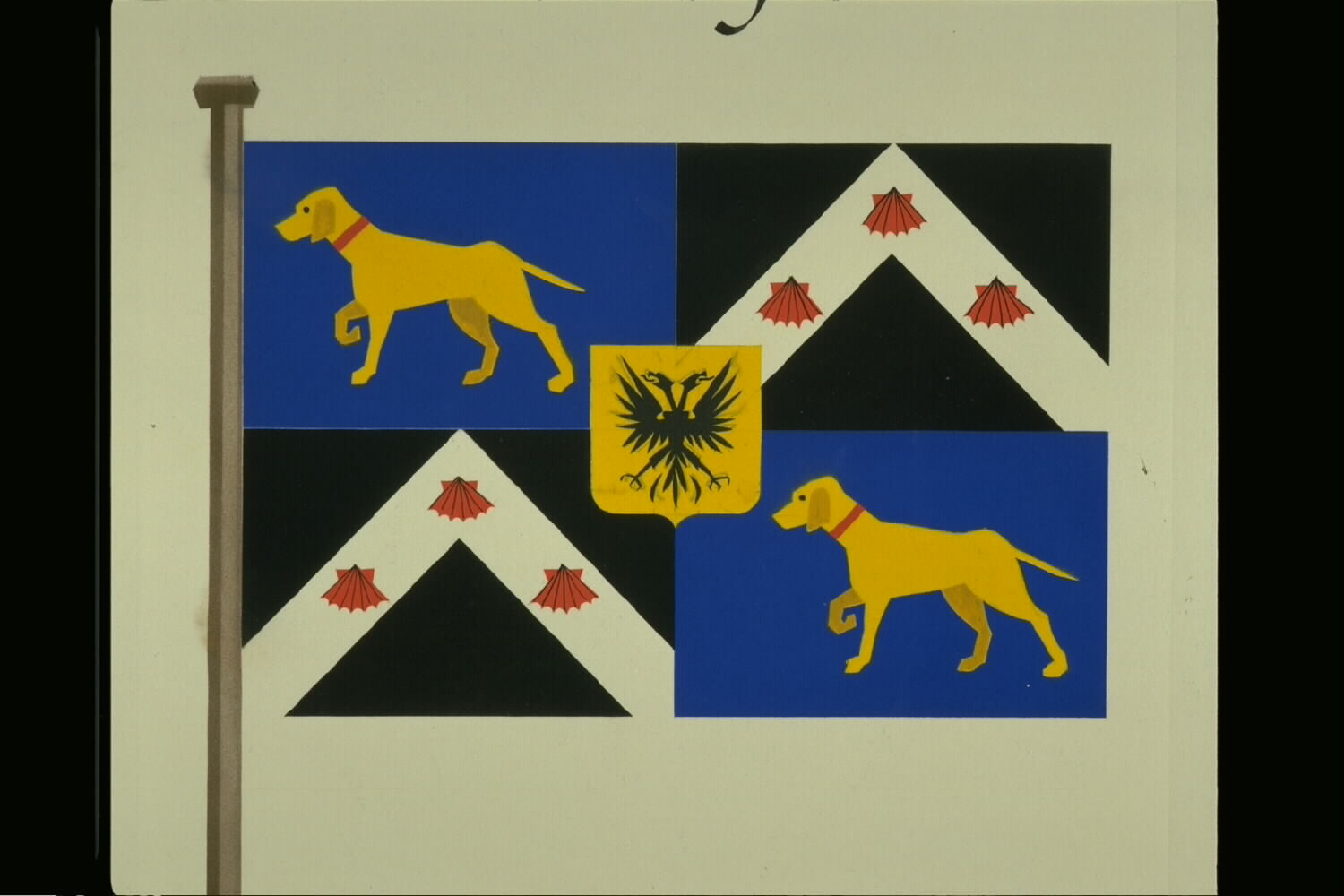
Officiële tekening van de vlag